# Tasca d'Almerita
Tasca d’Almerita è una storica casa vinicola siciliana fondata nel 1830 a Tenuta Regaleali, nel territorio di Sclafani Bagni, in provincia di Palermo. Nel 2025, è stata iscritta al Registro Speciale dei Marchi Storici di Interesse Nazionale del Ministero delle Imprese e del Made in Italy.

## Storia
L'azienda nasce nel 1830 quando i fratelli Lucio e Carmelo Mastrogiovanni Tasca acquistano il feudo Regaleali, un'area di circa 1.200 ettari nel cuore della Sicilia. Fin dall'inizio, i fratelli introdussero tecniche agricole innovative per l'epoca, trasformando la tenuta in un caso virtuoso di gestione agricola. Nel 1854, Regaleali venne premiata come “azienda agricola modello" negli Annali dell'Agricoltura Siciliana. Con la riforma agraria, l’estensione della tenuta fu pressoché dimezzata.
Nel secondo dopoguerra, Giuseppe Tasca d'Almerita e sua moglie Franca diedero nuovo impulso all'azienda, avviando la produzione di vini di alta qualità. Nel 1959, Giuseppe Tasca piantò una nuova vigna ad alberello di Nero d’Avola e Perricone nella Tenuta Regaleali, con l’intento di creare un vino capace di competere con le grandi etichette internazionali. Nacque così il Rosso del Conte, considerato uno dei primi vini siciliani concepiti per l’invecchiamento. La prima annata, prodotta nel 1970, fu ritenuta pronta solo cinque anni dopo e messa in commercio nel 1975, segnando una svolta nella percezione qualitativa del vino siciliano a livello nazionale e mondiale.
Nel 1985, per celebrare il cinquantesimo anniversario di matrimonio con Franca, Giuseppe presentò il vino Nozze d'Oro, un blend di Inzolia e Sauvignon “varietà Tasca”, menzionato dalla critica come uno dei bianchi più rappresentativi dell’Isola e tuttora parte integrante della produzione aziendale.
Dagli anni '80, il figlio Lucio Tasca d'Almerita introdusse in Sicilia vitigni internazionali come Cabernet Sauvignon e Chardonnay, sperimentando nuove tecniche di vinificazione e contribuendo in modo decisivo all’ammodernamento dell’azienda e al progresso dell'enologia regionale. Nel 1998 Lucio Tasca contribuì a fondare, assieme ai produttori Giacomo Rallo e Diego Planeta, Assovini Sicilia, un’associazione di categoria decisiva nella promozione dei vini siciliani nei mercati internazionali.
Dal 2001, la guida dell'azienda è passata ad Alberto Tasca d'Almerita, rappresentante dell'ottava generazione della famiglia. Alberto ha proseguito il percorso di innovazione e sostenibilità intrapreso dai suoi predecessori, focalizzandosi sulla valorizzazione dei vitigni autoctoni e sull'adozione di pratiche agricole rispettose dell'ambiente. Nel 2020, è stato nominato presidente della Fondazione SOStain Sicilia con l'obiettivo di promuovere la viticoltura sostenibile nell’Isola.

## Tenute
Tasca d’Almerita custodisce cinque tenute distribuite in diverse aree della Sicilia:
- Regaleali: la tenuta fondativa, situata nel centro della Sicilia tra i comuni di Sclafani Bagni e Vallelunga Pratameno, con circa 550 ettari di estensione di cui quasi 400 vitati.
- Tascante: ubicata sul versante nord dell'Etna, si concentra sulla coltivazione del Nerello Mascalese e Carricante, vitigni autoctoni della zona.
- Whitaker: situata sull'isola di Mozia, e immersa in un sito archeologico fenicio, è dedicata alla produzione di vino Grillo.
- Capofaro: situata sull'isola di Salina, nelle Eolie, è specializzata nella produzione di Malvasia delle Lipari.
- Sallier de La Tour: situata a Monreale, è focalizzata sulla coltivazione del Syrah e di altre varietà sia autoctone che internazionali.

## Sostenibilità
Tasca d’Almerita è riconosciuta come pioniera della sostenibilità nel settore vitivinicolo italiano. È stata la prima azienda vitivinicola a ottenere la certificazione di sostenibilità VIVA/SOStain nel 2017. Nel 2021, ha ricevuto il "Robert Parker Green Emblem", riconoscimento assegnato a sole 24 cantine nel mondo per l'impegno nella sostenibilità. Nel 2023, l'azienda ha ottenuto la certificazione internazionale B Corp, che attesta l'impegno verso elevati standard sociali e ambientali.
La Fondazione SOStain Sicilia, presieduta da Alberto Tasca d'Almerita, è stata creata nel 2020 con l'obiettivo di promuovere un sistema più virtuoso di viticoltura in Sicilia, stimolando al contempo la ricerca e l'alta formazione in materia di sostenibilità. Ad oggi, la fondazione comprende 40 aziende associate, per un totale di oltre 33.000 ettari di superficie vitata nella regione.
Dal 2013, l’azienda pubblica un report annuale di sostenibilità.

## Impegno Filantropico
Tasca d’Almerita è coinvolta in iniziative di carattere sociale, sportivo e culturale. Nel 2025, durante l’asta di beneficenza "Naples Winter Wine Festival”, in Florida, un’esperienza di viaggio esclusiva a Tenuta Regaleali è stata battuta per 550.000 dollari. Il ricavato è stato devoluto a iniziative destinate a sostegno di minori svantaggiati.
Dal 2005, Tasca d’Almerita è sponsor della regata internazionale Palermo-Montecarlo, una delle principali competizioni veliche del Mediterraneo. In onore del conte Giuseppe Tasca d’Almerita, appassionato velista e presidente del Circolo della Vela Sicilia nel 1982, è stato istituito il Trofeo Giuseppe Tasca d’Almerita, assegnato all'imbarcazione prima classificata in tempo reale.
Tasca d’Almerita è main partner della Coppa degli Assi, concorso ippico internazionale che si tiene a Palermo. Questo legame riflette la passione della famiglia Tasca per l’equitazione, incarnata da Lucio Tasca d’Almerita, unico siciliano a partecipare ai Giochi Olimpici del 1960. In suo onore è stato istituito il Memorial Lucio Tasca d’Almerita, e al vincitore del Gran Premio viene tradizionalmente assegnato un numero di bottiglie di vino Leone pari al proprio peso con sella e finimenti.
L'azienda promuove anche "Cogito – un aperitivo per la mente", una serie di eventi culturali ideati da Alberto e Francesca Tasca d’Almerita. Questi incontri favoriscono il dialogo su temi contemporanei come ambiente, tecnologia e cultura, coinvolgendo intellettuali e artisti.

## Riconoscimenti
Alcuni significativi riconoscimenti ricevuti:
- Nel 2012, Tasca d’Almerita è stata proclamata "Cantina dell'Anno" dal Gambero Rosso.[44]
- Nel 2019, la rivista Wine Enthusiast l'ha nominata "Cantina Europea dell'Anno" per l'impegno e l’influenza sulle altre cantine italiane nel campo della viticoltura sostenibile.[45]
- Nel 2025, l'azienda è stata iscritta al Registro Speciale dei Marchi Storici di Interesse Nazionale del Ministero delle Imprese e del Made in Italy.[1]